# Chiesa di San Giacomo della Vernavola
La chiesa di San Giacomo della Vernavola era parte di un ex complesso monastico di Pavia, in Lombardia.

## Storia e descrizione
La chiesa esisteva fin dal XII secolo ed era affidata ai monaci benedettini che si trovavano nel vicino monastero; nel 1217 il papa Onorio III concesse diversi privilegi all'ente e, nel 1384, Gian Galeazzo Visconti fece restaurare e abbellire la chiesa. Nel 1421 il vescovo di Pavia Pietro Grassi affidò il monastero ai frati Minori di San Francesco, che nel 1458 fecero ricostruire la chiesa, facendola affrescare da Vincenzo Foppa. Nel 1478 giunse a San Giacono della Vernavola, Bernardino da Feltre, futuro beato, che, dopo vari spostamenti, si stabilì definitivamente nel monastero nel 1493 dove morì l'anno successivo, e la sua cella ancor oggi si conserva all'interno degli edifici che componevano il complesso monastico. La chiesa fu rinnovata intorno al 1730ː la volta e le pareti furono affrescate da Pietro Antonio Magatti, mentre le cappelle vennero arricchite da grandi tele di Carlo Antonio Bianchi, Johann Christoph Storer e Francesco Bianchi. Nel 1805 il monastero venne soppresso, e, nel 1806 destinato a orto agrario della facoltà di Agronomia dell'Università. Nel 1808 la chiesa, il campanile e il chiostro furono demoliti, mentre nel 1838 fu realizzata, su progetto di Giuseppe Marchesi, la facciata sud dell'edificio, caratterizzata da quattro lesene di pietra di Viggiù, con basi doriche poggianti su zoccoli di mearolo, che scandiscono il fronte, lavorato a bugnato. Hanno poi a coronamento un timpano posto in una cornice architravata, sopra il quale campeggia uno scudo con all'interno l'aquila bicipite. Nel 1840 venne realizzato l'ingresso (affacciato su viale Lodi) a emiciclo, con piedritti sormontati da vasi e con un cancello in ferro a chiudere le tre aperture. Dopo l'unità d'Italia, soppresso l'insegnamento di Agraria, il complesso divenne sede dell'osservatorio geofisico, tanto che venne realizzato un padiglione geodinamico. Negli anni novanta del Novecento il complesso fu ceduto al Corpo forestale dello Stato, da cui passò ai Carabinieri Nucleo Forestale. Dell'antico monastero si conservano, oltre alla cella del beato Bernardino da Feltre e il muro di cinta, anche una cappella cinquecentesca trilobata, dotata di portico, nella quale persistono resti di affreschi.

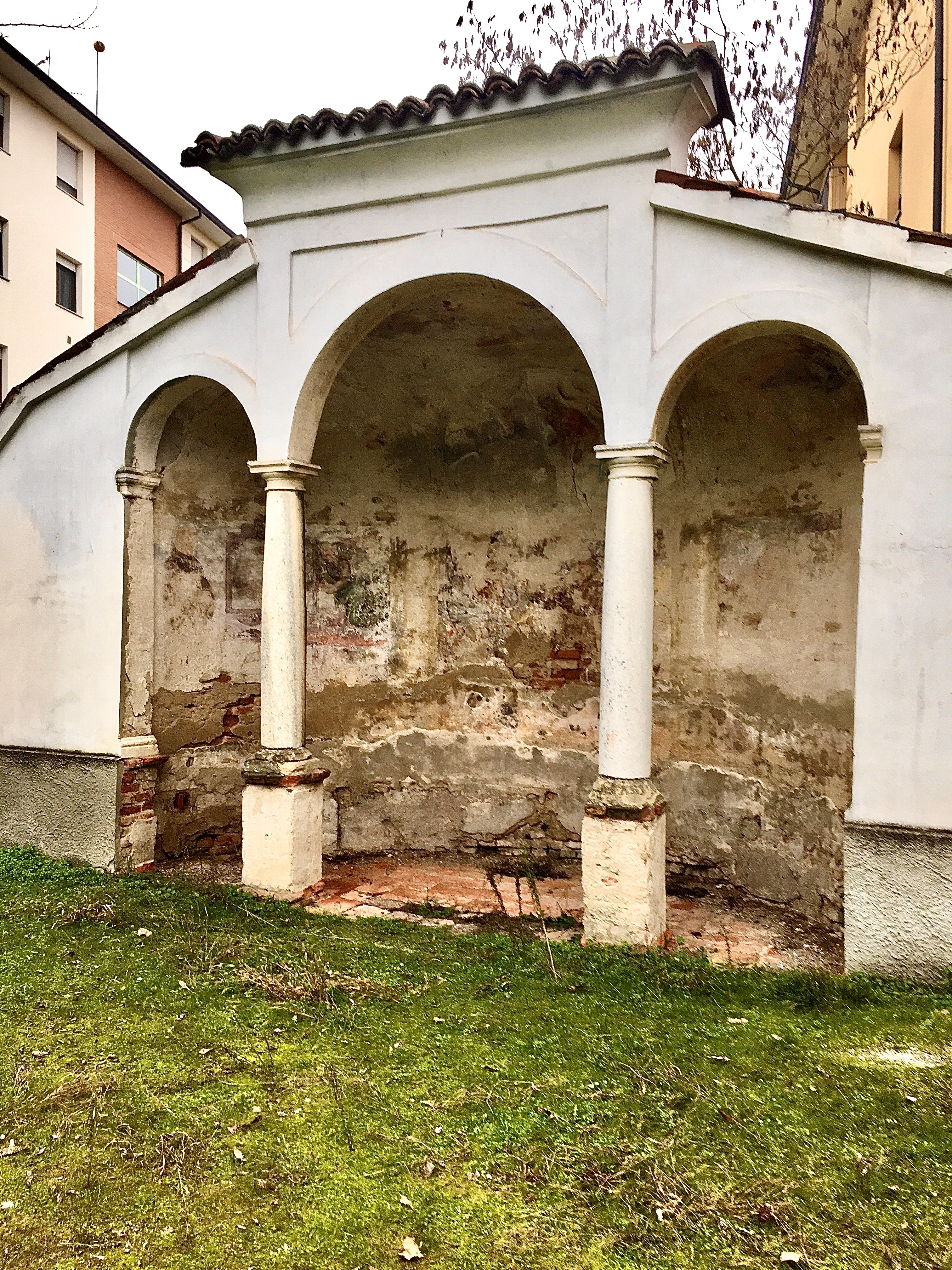
La cappella
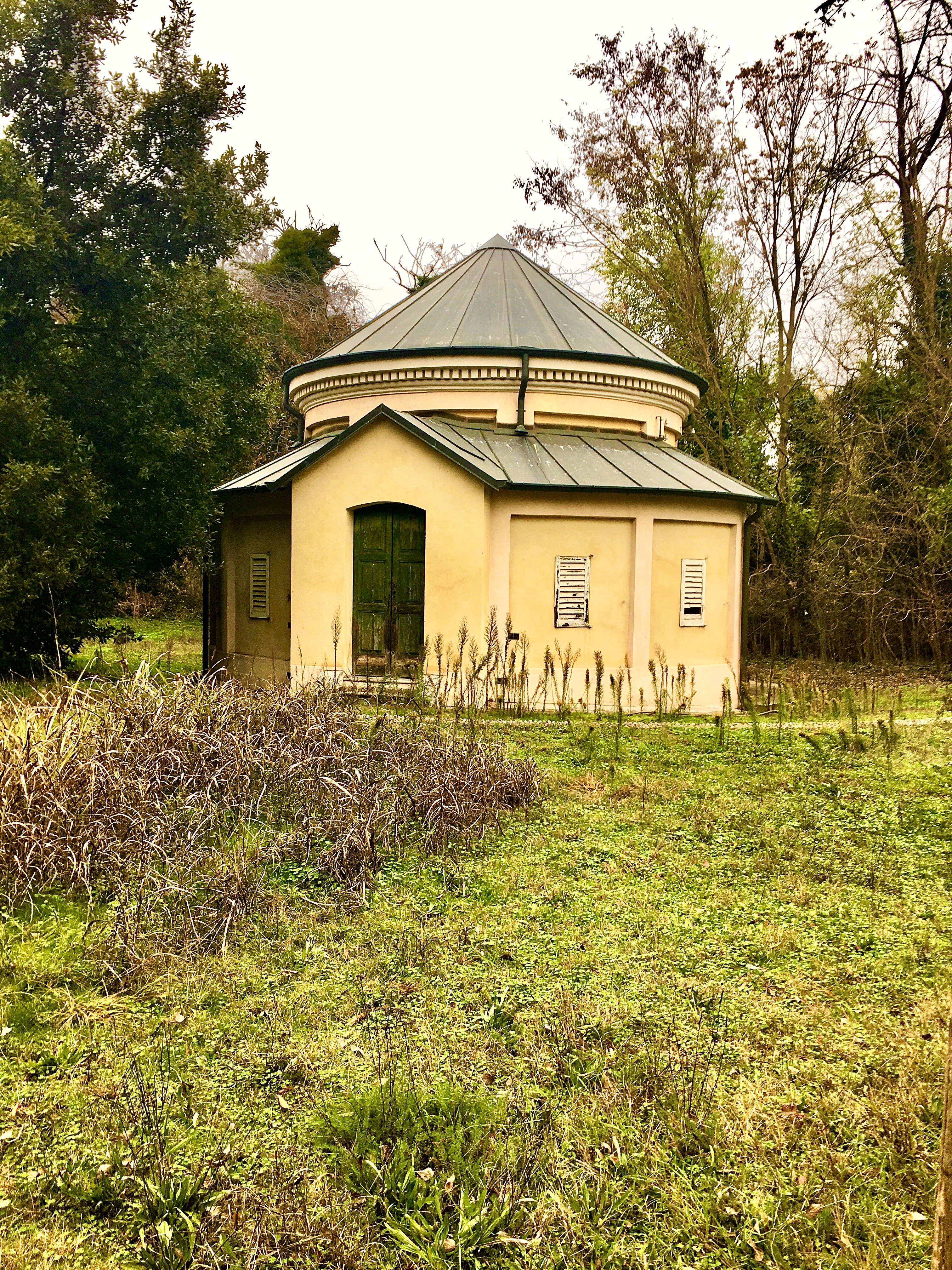
Il padiglione geodinamico ottocentesco